# Sua Alteza Imperial
Sua Alteza Imperial (SAI) é um tratamento usado por membros de uma família imperial para denotar a condição imperial, acima da real.

## Uso
No passado, o tratamento foi aplicado a membros mais velhos das casas imperiais alemã, francesa, russa e brasileira. Porém, atualmente, tal tratamento é usado por membros da Casa Imperial do Japão (Ten'nō, 天皇, em japonês).
Os arquiduques da Áustria da dinastia de Habsburgo usavam o tratamento de Alteza Imperial e Real (Kaiserliche und königliche Hoheit, em alemão). O "real" denotava a condição de príncipes da Hungria e da Boêmia que eles tinham.[carece de fontes?]